# 西海郡 (刘宋)
西海郡，中国南北朝时设置的郡。
刘宋泰始七年（471年），分東海郡贛榆縣置西海郡，領鬱縣。其地在今江蘇省東北部。